# Arboledas (Norte de Santander)
Arboledas es un municipio colombiano ubicado en el departamento de Norte de Santander. Está en la región central, a 946 metros sobre el nivel del mar en un clima medio. Su población es de 8984 habitantes. Una gran parte del municipio (más de 11.000 hectáreas) forma parte del Páramo de Santurbán, fuente hídrica para Santander y Norte de Santander.

## División Político-Administrativa
Además de su Cabecera municipal. Arboledas tiene bajo su jurisdicción los siguientes Centros poblados:
- Castro
- Villa Sucre

## Historia
La historia de estas tierras inicia con la llegada de las huestes españolas en cabeza de Pedro de Ursúa, al lugar donde fundaron la ciudad de Pamplona en el año de 1549, posteriormente su exploración se extendió hacia el norte, en territorios que denominaron la Provincia de Condamenda.
Inmediatamente el Conquistador comenzó a asignar Títulos de Encomienda a sus fieles acompañantes para declarar su posesión sobre las tierras y los indígenas que allí habitaban y es así como aparece por primera vez, el nombre con que sería bautizado este lugar:
-Los pueblos de Lurureta o Luruteta, Tebtarigua y Chicaguaos del Valle de Arboledas encomendados
en Antón García, con cédula de 6 de marzo de 1550.
-Los indios de Arboledas o Cacheteta y los de Arboledas del valle de arriba en Juan Cuellar, con
cédula de 24 de marzo de 1550.
-Tequisa y Chicaguaos de Arboledas encomendados de Gutiérre de Oruña con cédulas de 1554 y
1557.
-Los pueblos de Ciravita y Chicaguaos de Arboledas en Francisco de Castro, con cédula de 1 de
febrero de 1558.(1)
Arboledas tiene sus inicios el día 24 de marzo de 1550, fecha en que se otorga la Cédula Real de Encomienda a Juan de Cuellar, del Pueblo de las Arboledas, nombre que reemplazó al de Cacheteta, que era el nombre indígena de la población.(2)
Don Antón García de Bonilla, construyó sus aposentos en el Valle de las Arboledas y habitó en ellos hasta que realizó un trueque con Francisco de Castro, encomendero de Ciravita por unos indios y encomienda que este tenía en la ciudad de Ocaña en el año de 1579.
Posteriormente Juan Muñoz Barrientos se haría con la encomienda de Arboledas, al casarse con la hija de Juan de Cuellar en 1577.(3)
En el año 1559 se llevó a cabo la visita del Licenciado Cristóbal Bueno, Escribano de Su Majestad y Visitador de la Tierra, que tuvo por objeto censar y tasar tributos a la población indígena de toda la provincia de Pamplona (4), sin embargo se pudo constatar que el proceso de doctrina y cristianización no había avanzado mucho y la gran mayoría de los indios no hablaban tan siquiera la lengua española, conservaban sus antiguas costumbres y los curas encargados de instruirlos, pasaban por allí esporádicamente.
El 14 de junio de 1602 se llevó a cabo la visita del Capitán Antonio Beltrán de Guevara, el objetivo de la visita, que era juntar a todas estas tribus dispersas para doctrinarlas e instruirlas en la fe cristiana, así como para tener un mayor control sobre ellos, se requería ponerlos a todos en un mismo lugar trazado al mismo estilo de los pueblos de España, encontró en este valle una incipiente capilla de bahareque, por lo tanto reunió a los cuatro Encomenderos y creó cuatro repartimientos, Las Arboledas, Oroquema, Ciravita y Chicaguá y Queneroma y Chicaguá, los cuales deberían asistir a misa la capilla; sin embargo esto no se cumplió a cabalidad y los indios siguieron viviendo dispersos y poco doctrinados.(5)
En el año de 1623 el Oidor Juan Villabona y Zubiaurre practicó en la Provincia de Pamplona una reagrupación y agregación de pueblos indios, demoliendo los pequeños y juntándolos en asentamientos mayores.
El 23 de junio de 1623 se levantaron los autos de población en Arboledas y el 5 de julio del mismo año se ratificaron por el Oidor en la ciudad de Pamplona, la doctrina de Arboledas quedó conformada por los pueblos de Arboledas, encomienda de Juan Muñoz Barrientos, Arcabuzazo de Juan de Velazco, Ciravita de Alonso Pérez de Arrollo, Guayabas Agraz del Capitán Pedro de Arévalo, Queneroma y Zulia de Melchor de Torres, Cáchira y Olatena de Juan Ramírez de Andrada, Cáchira Baja, Uneroma y otra parcialidad de Cácota, de Francisco de Orozco.(6)
Se crea entonces el Resguardo de Indios de Arboledas, se ordena agrupar a los indios en un solo pueblo y se da traza de cómo debería quedar organizado, con su iglesia doctrinera en el centro junto a una gran plaza, denominándose la doctrina “Doctrina de San Juan de las Arboledas” que pocos años después cambiaría a la “Doctrina de Nuestra Señora de los Ángeles de Arboledas”, nombre que mantendría hasta el año de 1803.
El 15 de diciembre de 1641 se realiza una visita por parte de don Diego carrasquilla y Maldonado, para esta época se reorganizó las encomiendas de Ciravita, Queneroma, Las Arboledas y Oroquema, El Arcabuzazo, Las Guayabas, Cáchira y Cáchira y Tompaquela y se le asignaron más tierras al Resguardo de Arboledas.(7)
Finalizando el siglo XVII y debido a la disminución del número de indios y el aumento de la población blanca y mestiza en la zona se da la terminación de la doctrina de las Arboledas y el 12 de marzo de 1803 nace la nueva Parroquia de “La Santísima Trinidad de San Juan de Dios de Arboledas”.(8)
El fin de la parroquia como entidad político-administrativa sólo se produjo por efecto de la Constitución Nacional de 1886, que redujo las categorías políticas de los asentamientos a sólo los Departamentos y Municipios.
Para el año de 1887 Arboledas fue declarado Distrito municipal y pasó a formar parte de la Provincia de Cúcuta, del Departamento de Santander.(9)